# アダム・フォン・ヴュルテンベルク
アダム・カール・ヴィルヘルム・フォン・ヴュルテンベルク（Adam Karl Wilhelm von Württemberg, 1792年1月16日 - 1847年7月27日）は、ヴュルテンベルクの王族、ロシア帝国の将軍。ヴュルテンベルク王フリードリヒ1世の甥。

## 生涯
ヴュルテンベルク公ルートヴィヒと、その最初の妻マリア・アンナ・チャルトリスカ公女の間の一人息子として、プワヴィで生まれた。誕生の翌年に両親が離婚したため父方に引き取られ、父の妹であるロシア皇后マリヤ・フョードロヴナに養育された。アダムはマリヤ皇后の息子である後の皇帝ニコライ1世の遊び相手となり、早くにロシア軍に入隊、後にロシア領ポーランド会議王国軍に移って将軍にまで昇進している。
1830年にワルシャワで11月蜂起が発生すると、ポーランド総督を務める従兄のコンスタンチン・パヴロヴィチ大公に随行して直ちにワルシャワを脱出した。アダムはツィプリアン・クロイツ将軍の率いるロシア鎮圧軍の騎兵旅団に所属してポーランドの蜂起軍と戦ったが、同旅団はオルシンカ・グロホフスカの戦いの直前の1831年2月19日にユゼフ・ドゥベルニツキ将軍率いるポーランド軍に敗北している。アダムはその後、ニコライ1世の下で陸軍中将、高級副官にまで昇進したが、晩年には退官して余生をドイツで送った。